# Doreen Carwithen
Pour les articles homonymes, voir Carwithen.
Doreen (Mary) Carwithen, née le 15 novembre 1922 à Haddenham (Buckinghamshire) et morte le 5 janvier 2003 à Forncett (en) (Norfolk), est une compositrice et pédagogue anglaise, connue également sous le nom de son époux Mary Alwyn.

## Biographie
Commençant son apprentissage de la musique classique auprès de sa mère (professeur de musique), Doreen Carwithen intègre ensuite en 1941 la Royal Academy of Music de Londres, où elle rencontre le compositeur William Alwyn (1905-1985) qui lui enseigne l'harmonie et la composition (elle apprend également le piano, le violon et le violoncelle). Plus tard, elle devient à son tour enseignante à la Royal Academy of Music.
En 1946, elle intègre l'industrie du cinéma britannique à la Rank comme assistante du chef d'orchestre Muir Mathieson. On lui doit ainsi les musiques de plusieurs films et documentaires (notamment de court métrage) sortis entre 1946 et 1955, dont Mantrap de Terence Fisher (1953) et La Revanche de Robin des Bois de Val Guest (1954), deux productions de la Hammer. Elle est également l'auteur (conjointement avec Adrian Boult) d'arrangements musicaux pour le documentaire Elizabeth Is Queen (1953) consacré au couronnement d'Élisabeth II.
Parmi ses compositions classiques, mentionnons deux quatuors à cordes, une sonate pour violon et piano, un concerto pour piano et cordes, ainsi que diverses partitions pour orchestre, dont la Suffolk Suite.
En 1961, Doreen Carwithen retrouve William Alwyn dont elle devient secrétaire et copiste, avant de l'épouser en 1975 (aussi, elle est également connue comme Mary Alwyn). Elle reste sa veuve à son décès en 1985.

## Compositions (sélection)

### Musique classique
- 1945 : Quatuor à cordes n° 1 ; ODTAA Overture (ou One Damn Thing After Another Overture) pour orchestre
- 1948 : Concerto pour piano et cordes
- 1952 : Quatuor à cordes n° 2 ; Bishop Rock Overture pour orchestre
- 1960 (environ) : Sonate pour violon et piano
- 1964 : Suffolk Suite pour orchestre

### Musique de film
- 1948 : London Belongs to Me de Sidney Gilliat (musique additionnelle)
- 1948 : To the Public Danger de Terence Fisher
- 1948 : Broken Journey de Ken Annakin et Michael C. Chorlton (musique additionnelle)
- 1949 : Christophe Colomb (Christopher Columbus) de David MacDonald (musique additionnelle)
- 1949 : Boys in Brown de Montgomery Tully
- 1953 : Mantrap de Terence Fisher
- 1953 : Elizabeth Is Queen de Terry Ashwood (documentaire ; arrangements musicaux)
- 1954 : La Revanche de Robin des Bois (Men of Sherwood Forest) de Val Guest
- 1955 : Trois Meurtres (Three Cases of Murder), film à sketches de George More O'Ferrall et autres
- 1955 : On the Twelfth Day... de Wendy Toye (court métrage)
- 1955 : Rapt à Hambourg (Break in the Circle) de Val Guest

## Discographie
- Concerto pour Piano, Bishop Rock, ODTAA, Suffolk Suite, Howard Shelley piano, London Symphony Orchestra, dir. Richard Hickox, Chandos Chan 10365X (2006)